# Mikhail Tikhonov (cầu thủ bóng đá)
Mikhail Andreyevich Tikhonov (tiếng Nga: Михаил Андреевич Тихонов; sinh ngày 17 tháng 7 năm 1998) là một cầu thủ bóng đá người Nga. Anh thi đấu cho F.K. Krylia Sovetov Samara.

## Sự nghiệp câu lạc bộ
Anh ra mắt chuyên nghiệp tại Cúp quốc gia Nga cho FC Yenisey Krasnoyarsk vào ngày 24 tháng 8 năm 2016 trong trận đấu với F.K. Dynamo Barnaul.
Anh ra mắt tại Giải bóng đá Quốc gia Nga ra mắt cho FC Yenisey Krasnoyarsk ngày 10 tháng 9 năm 2016 trong trận đấu với F.K. Khimki.

## Đời sống cá nhân
Anh là con trai của Andrey Tikhonov.